# Erannis calidaria
Erannis calidaria là một loài bướm đêm trong họ Geometridae.